# Lordkansler

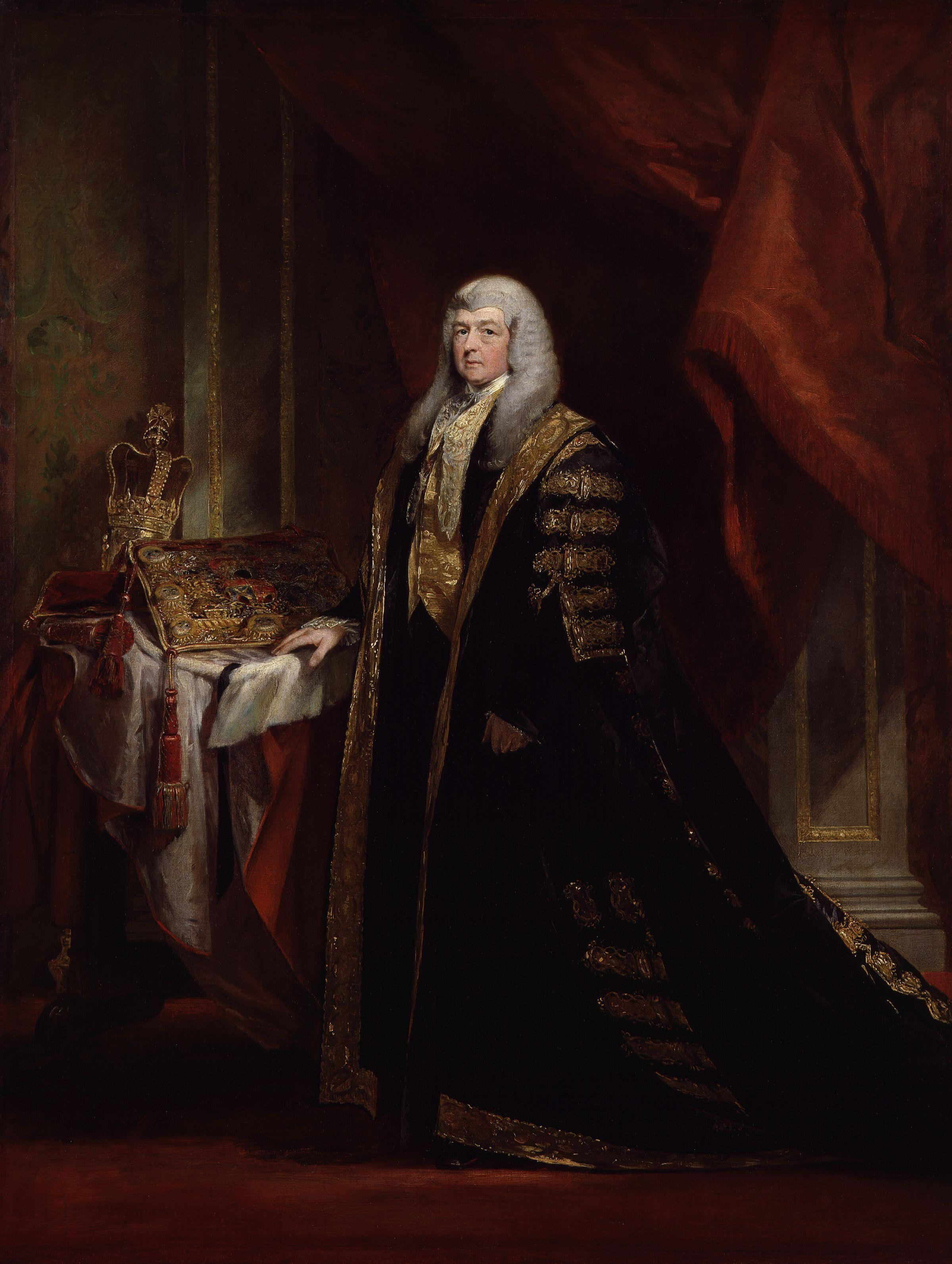
Charles Pepys iförd lordkanslerns traditionella guldbroderade ämbetsdräkt med tillhörande allongeperuk. På bordet syns den särskilda väska vari lordkanslern bär manuskriptet till monarkens tal som hålls vid parlamentets öppningsceremoni.

Lordkansler (engelska Lord High Chancellor of Great Britain eller Lord Chancellor) är Storbritanniens justitieminister. Det politiska ämbetet tillsätts av statschefen, men på premiärministerns förslag vilket innebär att innehavaren växlar med ministärerna. Ämbetsinnehavaren är vanligen medlem av kronrådet och kabinettet. Lordkansler ett av Englands, och därefter Storbritanniens, främsta statsämbeten.
Sedan 2007 har Lordkanslern även titeln Secretary of State for Justice (justitieminister) och är chef för det samtidigt inrättade Ministry of Justice (justitieministeriet), vars huvudkontor finns på 102 Petty France i London.
Kanslerämbetet har sin bakgrund i det medeltida England, och var ursprungligen en prelat som fungerade som kungens sekreterare. Med tiden fick kanslern ett betydande inflytande över rikets styre. Ämbetet var, näst efter Lord High Steward, det högsta av de historiska engelska statsämbetena (Great Officers of State). Det rangordnas (order of precedence) idag högst av alla rikets världsliga ämbetsmän, närmast efter den kungliga familjens medlemmar och ärkebiskopen av Canterbury. 
Sedan Skottland förenades med England genom Unionsakterna 1707, utses en gemensam lordkansler för de båda länderna. Irland hade däremot en egen lordkansler, som var det irländska domstolsväsendets högste representant samt medlem av ministären, men ej av kabinettet. Den irländska lordkanslern avskaffades i samband med Irlands självständighet från Storbritannien 1922. 

## Historik
Ett medeltida kanslersämbete fanns i England redan från omkring mitten av 1000-talet (under Edvard Bekännarens regering). Kanslern var ursprungligen kungens sekreterare och överhovpredikant (det vill säga präst) samt rikssigillets vårdare. Därtill kom med tiden allt vidsträcktare domarfunktioner, som utövades i kanslersrätten (Court of Chancery) efter särskilda billighetsgrundsatser. Under medeltiden var ämbetet främst förbehållet biskopar och i lordkanslerns uppdrag ingick att utöva den kungliga patronatsrätten vid besättande av kyrkoherdeämbeten. 
Efter 1529, då lordkanslern och kardinalen Thomas Wolsey avsattes efter att ha fördröjt Henrik VIII:s skilsmässa, blev det allt vanligare med högadliga ämbetsinnehavare utan kyrklig bakgrund. Under 1500- och 1600-talen anförtroddes förvaltningen av rikssigillet och lordkanslerns övriga befogenheter ofta åt en annan ämbetsman, lord keeper (storsigillbevarare), eller åt en nämnd av flera personer. Till en början var det praxis att adliga personer utnämndes till lordkansler och icke-adliga till storsigillbevarare. Den siste som innehade titeln lord keeper var Robert Henley som 1760 upphöjdes till baron och året därpå till lordkansler. Därefter och fram till 2007 var det en undantagslös regel att lordkanslern förlänades pärsvärdighet i de fall han inte redan hade det. Vid katolikernas emancipation 1829 undantogs lordkanslersämbetet från de poster till vilka katolikerna hade tillträde till. Först 1974 tilläts katoliker att tillträda tjänsten som lordkansler. 
Lordkanslern ledde 1885–1971 Lord Chancellor’s Office, 1971–2003 Lord Chancellor’s Department och 2003–2007 Department for Constitutional Affairs. Den enda lordkanslern som ledde sistnämnda departement var Charlie Falconer som samtidigt innehade posten som minister för konstitutionella frågor (Secretary of State for Constitutional Affairs). 2007 skedde en större omorganisation och lordkansler blev synonymt med justitieminister (Secretary of State for Justice) och chef för det samtidigt inrättade Ministry of Justice.
Fram till 2006 var lordkanslern även talman i överhuset och rättsväsendets högste chef. Denna hopblandning av verkställande makt (ministerämbete), lagstiftande makt (talman i överhuset) och dömande makt (rättsväsendets högsta chef) ansågs på 2000-talet vara otidsenlig och strida mot Montesquieus maktdelningsprincip. Därför övertogs de två senare uppgifterna 2006 av ämbetsmän med titlarna Lord Speaker respektive Lord chief justice of England and Wales. När justitieministerämbetet inrättades 2007 slogs lordkanslerns portfölj ihop med vissa uppgifter som tidigare sorterat under inrikesministern, till exempel ansvaret för kriminalvården.

## Lista över Englands och Storbritanniens lordkanslerer, storsigillbevarare och justitieministrar
| Period                                             | Namn                                              | Anmärkning                                                                         |                        |
| Lordkansler av England                             | Lordkansler av England                            | Lordkansler av England                                                             | Lordkansler av England |
| -------------------------------------------------- | ------------------------------------------------- | ---------------------------------------------------------------------------------- | ---------------------- |
| 1068–1070                                          | Herfast                                           |                                                                                    |                        |
| 1070–1078                                          | Osmund av Salisbury.                              | Biskop av Salisbury, helgon                                                        |                        |
| 1078–1085                                          | Maurice av Le Mans                                | Ärkediakon i Le Mans.                                                              |                        |
| 1085–1092                                          | Gerard av Rouen                                   | Preceptor i Rouen.                                                                 |                        |
| 1092–1093                                          | Robert Blouet                                     |                                                                                    |                        |
| 1093–1101                                          | William Giffard                                   |                                                                                    |                        |
| 1101–1102                                          | Roger av Salisbury                                |                                                                                    |                        |
| 1102–1107                                          | Waldric                                           |                                                                                    |                        |
| 1107–1123                                          | Ranulf Flambard                                   |                                                                                    |                        |
| 1123–1133                                          | Geoffrey Rufus                                    |                                                                                    |                        |
| 1133–1135                                          | Robert de Sigilio                                 |                                                                                    |                        |
| 1135–1139                                          | Roger le Poer                                     |                                                                                    |                        |
| 1139–1140                                          | Philip de Harcourt                                | Dekan i Lincoln.                                                                   |                        |
| 1140–1141                                          | Robert av Ghent                                   | Dekan i York.                                                                      |                        |
| 1141–1142                                          | William FitzGilbert                               |                                                                                    |                        |
| 1142                                               | William de Vere.                                  |                                                                                    |                        |
| 1142–1154                                          | Robert av Ghent                                   | Dekan i York. Lordkansler för andra gången.                                        |                        |
| 1155–1162                                          | Thomas Becket                                     | Ärkediakon (senare ärkebiskop) i Canterbury, martyr.                               |                        |
| 1162–1173                                          | Geoffrey Ridel                                    | Ärkediakon i Canterbury                                                            |                        |
| 1173–1181                                          | Ralph de Warneville                               | Skattmästare i York                                                                |                        |
| 1181–1189                                          | Geoffrey av York                                  | Från Huset Plantagenet.                                                            |                        |
| 1189–1197                                          | William Longchamp                                 | Biskop av Ely stift.                                                               |                        |
| 1197–1198                                          | Eustace av Salisbury                              | Dekan i Salisbury.                                                                 |                        |
| 1198–1199                                          | Eustace av Ely                                    | Biskop av Ely stift.                                                               |                        |
| 1199–1205                                          | Hubert Walter                                     | Ärkebiskop av Canterbury.                                                          |                        |
| 1205–1214                                          | Walter de Gray                                    |                                                                                    |                        |
| 1214–1226                                          | Richard Marsh                                     |                                                                                    |                        |
| 1226–1240                                          | Ralph Neville                                     | Biskop av Chichester.                                                              |                        |
| 1240–1242                                          | Richard le Gras                                   | Abbot i Evesham.                                                                   |                        |
| 1242–1244                                          | Ralph Neville                                     | Lordkansler för andra gången.                                                      |                        |
| 1244–1246                                          | Silvester de Everdon                              | Ärkediakon i Chester.                                                              |                        |
| 1245–1247                                          | John Mansell                                      | Prost i Beverley.                                                                  |                        |
| 1247–1248                                          | John Lexington                                    |                                                                                    |                        |
| 1248–1249                                          | John Mansel                                       |                                                                                    |                        |
| 1249–1250                                          | John Lexington                                    | Lordkansler för andra gången.                                                      |                        |
| 1250–1255                                          | William av Kilkenny                               | Biskop av Ely stift.                                                               |                        |
| 1255–1260                                          | Henry Wingham                                     |                                                                                    |                        |
| 1260–1261                                          | Nicholas av Ely                                   | Ärkediakon i Ely.                                                                  |                        |
| 1261–1263                                          | Walter de Merton                                  | Ärkediakon i Bath.                                                                 |                        |
| 1263                                               | Nicholas av Ely                                   | Lordkansler för andra gången.                                                      |                        |
| 1263–1264                                          | John Chishull                                     | Ärkediakon i London.                                                               |                        |
| 1264–1265                                          | Thomas Cantilupe                                  | Ärkediakon i Stafford.                                                             |                        |
| 1265                                               | Ralph Sandwich                                    |                                                                                    |                        |
| 1265–1266                                          | Walter Giffard                                    | Biskop av Bath och Wells.                                                          |                        |
| 1266–1268                                          | Godfrey Giffard                                   | Ärkediakon i Wells.                                                                |                        |
| 1268–1269                                          | John Chishull                                     | Dekan i Sankt Paulskatedralen, London. Lordkansler för andra gången.               |                        |
| 1269–1272                                          | Richard Middleton                                 | Ärkediakon i Northumberland.                                                       |                        |
| 1272–1274                                          | Walter de Merton                                  | Ärkediakon i Bath.                                                                 |                        |
| 1274–1292                                          | Robert Burnell                                    | Biskop av Bath.                                                                    |                        |
| 1292–1302                                          | John Langton                                      | Kanik i Lincoln.                                                                   |                        |
| 1302–1305                                          | William Greenfield                                | Dekan i Chichester.                                                                |                        |
| 1305–1307                                          | Willam Hamilton                                   | Dekan i York.                                                                      |                        |
| 1307                                               | Ralph Baldock                                     | Biskop av London.                                                                  |                        |
| 1307–1310                                          | John Langton                                      | Biskop av Chichester.                                                              |                        |
| 1310–1314                                          | Walter Reynolds                                   | Biskop av Worcester                                                                |                        |
| 1314–1318                                          | John Sandall                                      | Kanik i Lincoln.                                                                   |                        |
| 1318–1320                                          | John Hotham                                       | Biskop av Ely stift.                                                               |                        |
| 1320–1323                                          | John Salmon                                       | Biskop av Norwich.                                                                 |                        |
| 1323–1327                                          | Robert Baldock                                    | Ärkediakon i Middlesex.                                                            |                        |
| 1327–1328                                          | William Airmyn                                    | Biskop av Norwich.                                                                 |                        |
| 1328–1330                                          | Henry Burgersh                                    | Biskop av Lincoln.                                                                 |                        |
| 1330–1334                                          | John de Stratford                                 | Biskop av Winchester.                                                              |                        |
| 1334–1335                                          | Richard Bury                                      | Biskop av Durham.                                                                  |                        |
| 1335–1337                                          | John de Stratford                                 | Ärkebiskop av Canterbury. Lordkansler för andra gången.                            |                        |
| 1337–1338                                          | Robert de Stratford                               | Biskop av Chichester.                                                              |                        |
| 1338–1339                                          | Richard Bintworth                                 | Biskop av London.                                                                  |                        |
| 1340                                               | John de Stratford                                 | Ärkebiskop av Canterbury. Lordkansler för tredje gången.                           |                        |
| 1340–1341                                          | Robert Bourchier                                  |                                                                                    |                        |
| 1341–1343                                          | Robert Parving                                    |                                                                                    |                        |
| 1343–1345                                          | Robert Sadington                                  |                                                                                    |                        |
| 1345–1349                                          | John Offord                                       | Dekan i Lincoln.                                                                   |                        |
| 1349–1356                                          | John Thoresby                                     | Biskop av Worcester.                                                               |                        |
| 1356–1363                                          | William Edington                                  | Biskop av Winchester.                                                              |                        |
| 1363–1367                                          | Simon Langham                                     | Biskop av Ely stift.                                                               |                        |
| 1367–1371                                          | William av Wykeham                                | Biskop av Winchester.                                                              |                        |
| 1371–1372                                          | Robert Thorp                                      |                                                                                    |                        |
| 1372–1377                                          | John Knyvet                                       |                                                                                    |                        |
| 1377–1378                                          | Adam Houghton                                     | Biskop av St. David's.                                                             |                        |
| 1378–1380                                          | Richard Scrope                                    | Baron av Bolton.                                                                   |                        |
| 1380–1381                                          | Simon Sudbury                                     | Ärkebiskop av Canterbury.                                                          |                        |
| 1381                                               | Hugh Segrave                                      |                                                                                    |                        |
| 1381                                               | William Courtenay                                 | Biskop av London.                                                                  |                        |
| 1381–1382                                          | Richard Scrope                                    | Baron av Bolton. Lordkansler för andra gången.                                     |                        |
| 1382–1383                                          | Robert Braybrook                                  | Biskop av London.                                                                  |                        |
| 1383–1386                                          | Michael de la Pole                                | Earl av Suffolk.                                                                   |                        |
| 1386–1389                                          | Thomas Arundel                                    | Biskop av Ely stift.                                                               |                        |
| 1389–1391                                          | William av Wykeham                                | Biskop av Winchester. Lordkansler för andra gången.                                |                        |
| 1391–1396                                          | Thomas Arundel                                    | Ärkebiskop av York.                                                                |                        |
| 1396–1399                                          | Edmund Stafford                                   | Biskop av Exeter.                                                                  |                        |
| 1399                                               | Thomas Arundel                                    | Ärkebiskop av Canterbury. Lordkansler för andra gången.                            |                        |
| 1399–1401                                          | John Scarle                                       | Ärkediakon i Lincoln.                                                              |                        |
| 1401–1403                                          | Edmund Stafford                                   | Biskop av Exeter.                                                                  |                        |
| 1403–1405                                          | Henry Beaufort                                    | Biskop av Lincoln. Från 1404 biskop av Winchester.                                 |                        |
| 1405–1407                                          | Thomas Langley                                    | Dekan i York.                                                                      |                        |
| 1407–1410                                          | Thomas Arundel                                    | Ärkebiskop av Canterbury. Lordkansler för tredje gången.                           |                        |
| 1410–1412                                          | Thomas Beaufort                                   |                                                                                    |                        |
| 1412–1413                                          | Thomas Arundel                                    | Ärkebiskop av Canterbury. Lordkansler för fjärde gången.                           |                        |
| 1413–1417                                          | Beaufort                                          | Biskop av Winchester. Lordkansler för andra gången.                                |                        |
| 1417–1424                                          | Thomas Langley                                    | Biskop av Durham. Lordkansler för andra gången.                                    |                        |
| 1424–1426                                          | Henry Beaufort                                    | Biskop av Winchester. Lordkansler för tredje gången.                               |                        |
| 1426–1432                                          | John Kemp                                         | Ärkebiskop av York.                                                                |                        |
| 1432–1450                                          | John Stafford                                     | Biskop av Bath.                                                                    |                        |
| 1450–1454                                          | John Kemp                                         | Ärkebiskop av York. Lordkansler för andra gången.                                  |                        |
| 1454–1455                                          | Richard Neville                                   | Earl av Salisbury.                                                                 |                        |
| 1455–1456                                          | Thomas Bourchier                                  | Ärkebiskop av Canterbury.                                                          |                        |
| 1456–1460                                          | William Waynflete                                 | Biskop av Winchester.                                                              |                        |
| 1460–1467                                          | George Neville                                    | Biskop av Exeter.                                                                  |                        |
| 1467–1470                                          | Robert Stillington                                | Biskop av Bath.                                                                    |                        |
| 1470–1471                                          | George Neville                                    | Ärkebiskop av York.                                                                |                        |
| 1471–1473                                          | Robert Stillington                                | Biskop av Bath. Lordkansler för andra gången.                                      |                        |
| 1473–1475                                          | Laurence Booth                                    | Biskop av Durham.                                                                  |                        |
| 1475                                               | John Alcock                                       | Biskop av Rochester.                                                               |                        |
| 1475–1483                                          | Thomas Rotherham                                  | Biskop av Lincoln.                                                                 |                        |
| 1483–1485                                          | John Russell                                      | Biskop av Lincoln.                                                                 |                        |
| 1485                                               | Thomas Rotherham                                  | Ärkebiskop av York. Lordkansler för andra gången.                                  |                        |
| 1485–1487                                          | John Alcock                                       | Biskop av Worcester, senare överförd till Ely stift. Lordkansler för andra gången. |                        |
| 1487–1500                                          | John Morton                                       | Ärkebiskop av Canterbury.                                                          |                        |
| 1500–1502                                          | Henry Deane                                       | Ärkebiskop av Canterbury.                                                          |                        |
| 1502–1515                                          | William Warham                                    | Ärkebiskop av Canterbury.                                                          |                        |
| 1515–1529                                          | Thomas Wolsey                                     | Ärkebiskop av York och kardinal.                                                   |                        |
| 1529–1532                                          | Thomas More                                       |                                                                                    |                        |
| 1532–1544                                          | Thomas Audley                                     | Baron av Walden.                                                                   |                        |
| 1544–1547                                          | Thomas Wriothesley                                | Earl av Southampton.                                                               |                        |
| 1547                                               | William Paulet                                    | Markis av Winchester.                                                              |                        |
| 1547–1551                                          | Richard Rich                                      | Baron.                                                                             |                        |
| 1552–1553                                          | Thomas Goodrich                                   | Biskop av Ely stift.                                                               |                        |
| 1553–1555                                          | Stephen Gardiner                                  | Biskop av Winchester.                                                              |                        |
| 1555–1558                                          | Nicholas Heath                                    | Ärkebiskop av York.                                                                |                        |
| 1558–1579                                          | Nicholas Bacon                                    | Storsigillbevarare.                                                                |                        |
| 1579–1587                                          | Thomas Bromley                                    |                                                                                    |                        |
| 1587–1591                                          | Christopher Hatton                                |                                                                                    |                        |
| 1591–1592                                          | nämnd                                             |                                                                                    |                        |
| 1592–1596                                          | John Puckering                                    | Storsigillbevarare.                                                                |                        |
| 1596–1617                                          | Thomas Egerton                                    | Storsigillbevarare.                                                                |                        |
| 1617–1621                                          | Francis Bacon                                     | Baron Verulam och storsigillbevarare.                                              |                        |
| 1621                                               | nämnd                                             |                                                                                    |                        |
| 1621–1625                                          | John Williams                                     | Ärkebiskop av York och storsigillbevarare.                                         |                        |
| 1625–1640                                          | Thomas Coventry                                   | Baron Coventry och storsigillbevarare.                                             |                        |
| 1640–1641                                          | John Finch                                        | Baron Finch och storsigillbevarare.                                                |                        |
| 1641–1642                                          | Edward Littleton                                  | Baron Lyttleton av Mounslow och storsigillbevarare.                                |                        |
| 1645–1653                                          | Richard Lane                                      | Storsigillbevarare.                                                                |                        |
| 1653–1658                                          | Edward Herbert                                    | Storsigillbevarare.                                                                |                        |
| 1658–1667                                          | Edward Hyde                                       | Earl av Clarendon.                                                                 |                        |
| 1667–1672                                          | Orlando Bridgeman                                 | Storsigillbevarare.                                                                |                        |
| 1672–1673                                          | Anthony Ashley Cooper                             | Earl av Shaftesbury.                                                               |                        |
| 1673–1682                                          | Heneage Finch                                     | Earl av Nottingham. Storsigillbevarare till 1675.                                  |                        |
| 1682–1685                                          | Francis North                                     | Baron Guilford.                                                                    |                        |
| 1685–1688                                          | George Jeffreys                                   | Baron Jeffreys.                                                                    |                        |
| 1689–1693                                          | nämnd                                             |                                                                                    |                        |
| 1693–1700                                          | John Somers                                       | Baron Somers. Storsigillbevarare till 1697.                                        |                        |
| 1700–1705                                          | Nathan Wright                                     | Storsigillbevarare.                                                                |                        |
| 1705–1707                                          | William Cowper                                    | Earl Cowper och storsigillbevarare.                                                |                        |
| Lordkansler av Storbritannien                      |                                                   |                                                                                    |                        |
| 1707–1710                                          | William Cowper                                    | Storbritanniens förste lordkansler.                                                |                        |
| 1710–1710                                          | nämnd                                             |                                                                                    |                        |
| 1710–1714                                          | Simon Harcourt                                    | Baron Harcourt. Storsigillbevarare till 1713.                                      |                        |
| 1714–1718                                          | William Cowper                                    | Earl Cowper. Lordkansler för andra gången.                                         |                        |
| 1718–1725                                          | Thomas Parker                                     | Earl av Macclesfield.                                                              |                        |
| 1725                                               | nämnd                                             |                                                                                    |                        |
| 1725–1733                                          | Peter King                                        | Baron King.                                                                        |                        |
| 1733–1737                                          | Charles Talbot                                    | Baron Talbot av Hensol.                                                            |                        |
| 1737–1756                                          | Philip Yorke                                      | Earl av Hardwicke.                                                                 |                        |
| 1756–1757                                          | nämnd                                             |                                                                                    |                        |
| 1757–1766                                          | Robert Henley                                     | Earl av Northington. Storsigillbevarare till 1761.                                 |                        |
| 1766–1770                                          | Charles Pratt                                     | Earl av Camden.                                                                    |                        |
| 1770                                               | Charles Yorke                                     |                                                                                    |                        |
| 1770–1771                                          | nämnd                                             |                                                                                    |                        |
| 1771–1778                                          | Henry Bathurst                                    | Earl Bathurst.                                                                     |                        |
| 1778–1783                                          | Edward Thurlow                                    | Baron Thurlow.                                                                     |                        |
| 1783                                               | nämnd                                             |                                                                                    |                        |
| 1783–1792                                          | Edward Thurlow                                    | Baron Thurlow. Lordkansler för andra gången.                                       |                        |
| 1792–1793                                          | nämnd                                             |                                                                                    |                        |
| 1793–1801                                          | Alexander Wedderburn                              | Earl av Rosslyn.                                                                   |                        |
| 1801–1806                                          | John Scott                                        | Baron Eldon.                                                                       |                        |
| 1806–1807                                          | Thomas Erskine                                    | Baron Erskine.                                                                     |                        |
| 1807–1827                                          | John Scott                                        | Baron Eldon. Lordkansler för andra gången.                                         |                        |
| 1827–1830                                          | John Singleton Copley                             | Baron Lyndhurst.                                                                   |                        |
| 1830–1834                                          | Henry Peter Brougham                              | Baron Brougham and Vaux .                                                          |                        |
| 1834–1835                                          | John Singleton Copley                             | Baron Lyndhurst. Lordkansler för andra gången.                                     |                        |
| 1835–1836                                          | nämnd                                             |                                                                                    |                        |
| 1836–1841                                          | Charles Pepys                                     | Earl av Cottenham.                                                                 |                        |
| 1841–1846                                          | John Singleton Copley                             | Lordkansler för tredje gången.                                                     |                        |
| 1846–1850                                          | Charles Pepys                                     | Lordkansler för andra gången.                                                      |                        |
| 1850–1852                                          | Thomas Wilde                                      | Baron Truro.                                                                       |                        |
| 1852                                               | Edward Sugden                                     | Baron St. Leonards.                                                                |                        |
| 1852–1858                                          | Robert Rolfe                                      | Baron Cranworth.                                                                   |                        |
| 1858–1859                                          | Frederic Thesiger                                 | Baron Chelmsford.                                                                  |                        |
| 1859–1861                                          | John Campbell                                     | Baron Campbell.                                                                    |                        |
| 1861–1865                                          | Richard Bethell                                   | Baron Westbury.                                                                    |                        |
| 1865–1866                                          | Robert Rolfe                                      | Baron Cranworth. Lordkansler för andra gången.                                     |                        |
| 1866–1868                                          | Frederic Thesiger                                 | Baron Chelmsford. Lordkansler för andra gången.                                    |                        |
| 1868                                               | Hugh McCalmont Cairns                             | Baron Cairns.                                                                      |                        |
| 1868–1872                                          | William Wood                                      | Baron Hatherley.                                                                   |                        |
| 1872–1874                                          | Roundell Palmer                                   | Baron Selborne.                                                                    |                        |
| 1874–1880                                          | Hugh McCalmont Cairns                             | Baron Cairns. Lordkansler för andra gången.                                        |                        |
| 1880–1885                                          | Roundell Palmer                                   | Baron Selborne. Lordkansler för andra gången.                                      |                        |
| 1885–1886                                          | Hardinge Giffard                                  | Earl av Halsbury.                                                                  |                        |
| 1886                                               | Farrer Herschell                                  | Baron Herschell.                                                                   |                        |
| 1886–1892                                          | Hardinge Giffard                                  | Earl av Halsbury. Lordkansler för andra gången.                                    |                        |
| 1892–1895                                          | Farrer Herschell                                  | Baron Herschell. Lordkansler för andra gången.                                     |                        |
| 1895–1905                                          | Hardinge Giffard                                  | Earl av Halsbury. Lordkansler för tredje gången.                                   |                        |
| 1905–1912                                          | Robert Reid                                       | Earl Loreburn.                                                                     |                        |
| 1912–1915                                          | Richard Burdon Haldane                            | Viscount Haldane.                                                                  |                        |
| 1915–1916                                          | Stanley Owen Buckmaster                           | Viscount Buckmaster.                                                               |                        |
| 1916–1919                                          | Robert Bannatyne Finlay                           | Viscounte Finlay.                                                                  |                        |
| 1919–1922                                          | Frederick Edwin Smith                             | Earl Birkenhead.                                                                   |                        |
| 1922–1924                                          | George Cave                                       | Viscount Cave.                                                                     |                        |
| 1924                                               | Richard Burdon Haldane                            | Viscount Haldane. Lordkansler för andra gången.                                    |                        |
| 1924–1928                                          | George Cave                                       | Viscounte Cave. Lordkansler för andra gången.                                      |                        |
| 1928–1929                                          | Douglas Hogg                                      | Viscount Hailsham.                                                                 |                        |
| 1929–1935                                          | John Sankey                                       | Viscount Sankey.                                                                   |                        |
| 1935–1938                                          | Douglas Hogg                                      | Viscount Hailsham. Lordkansler för andra gången.                                   |                        |
| 1938–1939                                          | Frederick Maugham                                 | Viscount Maugham.                                                                  |                        |
| 1939–1940                                          | Thomas Inskip, 1:e viscount Caldecote             | Viscount Caldecote.                                                                |                        |
| 1940–1945                                          | John Simon                                        | Viscount Simon.                                                                    |                        |
| 1945–1951                                          | William Jowitt                                    | Earl Jowitt.                                                                       |                        |
| 1951–1954                                          | Gavin Simonds, 1:e viscount Simonds               | Viscount Simonds.                                                                  |                        |
| 1954–1962                                          | David Maxwell Fyfe, 1:e earl av Kilmuir           | Earl Kilmuir.                                                                      |                        |
| 1962–1964                                          | Reginald Manningham-Buller, 1:e viscount Dilhorne | Viscount Dilhorne.                                                                 |                        |
| 1964–1970                                          | Gerald Gardiner                                   | Baron Gardiner.                                                                    |                        |
| 1970–1974                                          | Quintin Hogg                                      | Baron Hailsham av St Marylebone.                                                   |                        |
| 1974–1979                                          | Frederick Elwyn Jones                             | Baron Elwyn-Jones.                                                                 |                        |
| 1979–1987                                          | Quintin Hogg                                      | Baron Hailsham av St Marylebone. Lordkansler för andra gången.                     |                        |
| 1987                                               | Michael Havers                                    | Baron Havers.                                                                      |                        |
| 1987–1997                                          | James Mackay                                      | Baron Mackay av Clashfern.                                                         |                        |
| 1997–2003                                          | Derry Irvine                                      | Baron Irvine of Lairg.                                                             |                        |
| 2003–2007                                          | Charlie Falconer                                  | Baron Falconer av Thoroton. Minister för konstitutionella frågor 2003–2007.        |                        |
| Justitieminister och lordkansler av Storbritannien |                                                   |                                                                                    |                        |
| 2007                                               | Charlie Falconer                                  | Baron Falconer av Thoroton.                                                        |                        |
| 2007–2010                                          | Jack Straw                                        |                                                                                    |                        |
| 2010–2012                                          | Kenneth Clarke                                    |                                                                                    |                        |
| 2012–2015                                          | Christopher Grayling                              |                                                                                    |                        |
| 2015–2016                                          | Michael Gove                                      |                                                                                    |                        |
| 2016–2017                                          | Elizabeth Truss                                   |                                                                                    |                        |
| 2017–2018                                          | David Lidington                                   |                                                                                    |                        |
| 2018–2019                                          | David Gauke                                       |                                                                                    |                        |
| 2019–2021                                          | Robert Buckland                                   |                                                                                    |                        |
| 2021–2022                                          | Dominic Raab                                      |                                                                                    |                        |
| 2022                                               | Brandon Lewis                                     |                                                                                    |                        |
| 2022–2023                                          | Dominic Raab                                      |                                                                                    |                        |
| 2023–2024                                          | Alex Chalk                                        |                                                                                    |                        |
| 2024–                                              | Shabana Mahmood                                   |                                                                                    |                        |